# سان لوران دو ماروني
سان لوران دو ماروني (بالإنجليزية: Saint-Laurent-du-Maroni)‏ هي إحدى بلديات دائرة سان لوران دو ماروني بغويانا الفرنسية

## المناخ
يظهر الجدول التالي التغييرات المناخية على مدار السنة لسان لوران دو ماروني:
| البيانات المناخية لـسان لوران دو ماروني | البيانات المناخية لـسان لوران دو ماروني | البيانات المناخية لـسان لوران دو ماروني | البيانات المناخية لـسان لوران دو ماروني | البيانات المناخية لـسان لوران دو ماروني | البيانات المناخية لـسان لوران دو ماروني | البيانات المناخية لـسان لوران دو ماروني | البيانات المناخية لـسان لوران دو ماروني | البيانات المناخية لـسان لوران دو ماروني | البيانات المناخية لـسان لوران دو ماروني | البيانات المناخية لـسان لوران دو ماروني | البيانات المناخية لـسان لوران دو ماروني | البيانات المناخية لـسان لوران دو ماروني | البيانات المناخية لـسان لوران دو ماروني |
| الشهر                                   | يناير                                   | فبراير                                  | مارس                                    | أبريل                                   | مايو                                    | يونيو                                   | يوليو                                   | أغسطس                                   | سبتمبر                                  | أكتوبر                                  | نوفمبر                                  | ديسمبر                                  | المعدل السنوي                           |
| --------------------------------------- | --------------------------------------- | --------------------------------------- | --------------------------------------- | --------------------------------------- | --------------------------------------- | --------------------------------------- | --------------------------------------- | --------------------------------------- | --------------------------------------- | --------------------------------------- | --------------------------------------- | --------------------------------------- | --------------------------------------- |
| متوسط درجة الحرارة الكبرى °م (°ف)       | 28 (82)                                 | 28 (82)                                 | 28 (83)                                 | 28 (83)                                 | 28 (83)                                 | 28 (83)                                 | 29 (84)                                 | 30 (86)                                 | 31 (87)                                 | 31 (87)                                 | 29 (85)                                 | 28 (83)                                 | 29 (84)                                 |
| متوسط درجة الحرارة الصغرى °م (°ف)       | 24 (75)                                 | 24 (75)                                 | 24 (76)                                 | 24 (76)                                 | 24 (76)                                 | 24 (75)                                 | 24 (75)                                 | 24 (76)                                 | 24 (76)                                 | 24 (76)                                 | 24 (75)                                 | 24 (75)                                 | 24 (75)                                 |
| معدل هطول الأمطار مم (إنش)              | 260 (10.3)                              | 180 (7.1)                               | 190 (7.6)                               | 240 (9.5)                               | 350 (13.6)                              | 330 (13)                                | 250 (9.7)                               | 170 (6.8)                               | 110 (4.5)                               | 100 (4)                                 | 160 (6.3)                               | 250 (9.7)                               | 2٬590 (102.1)                           |
| المصدر: Weatherbase                     |                                         |                                         |                                         |                                         |                                         |                                         |                                         |                                         |                                         |                                         |                                         |                                         |                                         |

## توأمة
لسان لوران دو ماروني اتفاقيات توأمة مع:
- سان لاورينت دو فار

## أعلام
- ليون برتراند
- فلوريان يوزيفزون
- راول ديان